# Japelion pericochlion
Japelion pericochlion is een slakkensoort uit de familie van de Buccinidae. De wetenschappelijke naam van de soort is voor het eerst geldig gepubliceerd in 1863 door Schrenk.